# Забуранна Леся Валентинівна
Леся Валентинівна Забуранна (нар. 22 серпня 1981, Київ) — українська викладачка, науковиця, громадська діячка. Народна депутатка України 9-го скликання.

## Життєпис
Закінчила Київський національний торговельно-економічний університет (спеціальність «Економіка підприємства»). Доктор економічних наук, професор. Професор кафедри менеджменту імені професора Й. Завадського Національного університету біоресурсів і природокористування України.
Пройшла науково-практичні стажування у ряді європейських країн, США і Канаді. Займається науковим дослідженням та практичним засадами соціально-економічного розвитку депресивних територій, гендерною рівністю в українському суспільстві. Членкиня Спілки сприяння розвитку сільського зеленого туризму в Україні. Експертка науково-експертної ради Міністерства аграрної політики та продовольства України.

## Політична діяльність
Кандидатка у народні депутати від партії «Слуга народу» на парламентських виборах у 2019 році (виборчий округ № 216, частина Дарницького, частина Дніпровського районів м. Києва). На час виборів: професор кафедри менеджменту ім. професора Й. С. Завадського Національного університету біоресурсів і природокористування України, безпартійна. Проживає в м. Києві.
Членкиня Комітету Верховної Ради з питань бюджету, голова підкомітету з питань видатків державного бюджету. Членкиня Постійної делегації у Парламентській асамблеї Ради Європи. Співголова групи з міжпарламентських зв'язків з Канадою.
22 липня 2025 р. була серед депутатів, які підтримали скандальний законопроєкт №12414, який обмежує САП та НАБУ й підпорядковує ці органи генеральному прокурору .